# Eugene A. Chappie

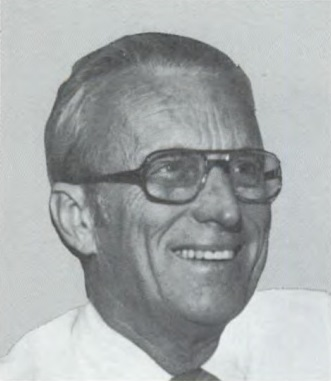
Eugene A. Chappie (1981)

Eugene Albert Chappie (* 28. März 1920 in Sacramento, Kalifornien; † 31. Mai 1992 in Georgetown, Kalifornien) war ein US-amerikanischer Politiker. Zwischen 1981 und 1987 vertrat er den Bundesstaat Kalifornien im US-Repräsentantenhaus.

## Werdegang
Eugene Chappie besuchte die öffentlichen Schulen seiner Heimat einschließlich der Sacramento High School, die er im Jahr 1938 absolvierte. Zwischen 1942 und 1947 diente er als Hauptmann in der US Army, wo er während des Zweiten Weltkrieges in Südpazifik und später in Korea eingesetzt war. Nach seiner Militärzeit betätigte sich Chappie als Rancher. Gleichzeitig begann er als Mitglied der Republikanischen Partei eine politische Laufbahn. Zwischen 1950 und 1964 war er Landrat im El Dorado County. Von 1964 bis 1980 saß er als Abgeordneter in der California State Assembly. Zwischen 1968 und 1972 war er Delegierter auf den republikanischen Parteitagen in Kalifornien. Außerdem nahm er 1968 und 1972 an den Republican National Conventions teil, auf denen jeweils Richard Nixon als Präsidentschaftskandidat nominiert wurde.
Bei den Kongresswahlen des Jahres 1980 wurde Chappie im ersten Wahlbezirk von Kalifornien in das US-Repräsentantenhaus in Washington, D.C. gewählt, wo er am 3. Januar 1981 die Nachfolge von Harold T. Johnson antrat. Nach zwei Wiederwahlen konnte er bis zum 3. Januar 1987 drei Legislaturperioden im Kongress absolvieren. Seit 1983 vertrat er dort als Nachfolger von Donald H. Clausen den zweiten Distrikt seines Staates. Im Jahr 1986 verzichtete Chappie auf eine weitere Kandidatur. Zwischen 1989 und 1991 gehörte er dem Kreisrat im El Dorado County an. Er starb am 31. Mai 1992 in Georgetown.